# پارک هوایی اسیکس
پارک هوایی اسیکس (به انگلیسی: Essex Skypark) یک فرودگاه همگانی بهره‌برداری هوایی است که یک باند فرود آسفالت دارد و طول باند آن ۶۳۵ متر است. این فرودگاه در شهر اسیکس، مریلند کشور ایالات متحده آمریکا قرار دارد و در ارتفاع 4.6 m متری از سطح دریا واقع شده است.